# Christopher Isherwood
Christopher William Bradshaw Isherwood (High Line, 26. kolovoza 1904. – Santa Monica, 4. siječnja 1986.), engleski književnik.
Pripadao je grupi naprednih pjesnika 30-ih godina, te bio suradnik W.H. Audena u satiričnoj drami u stihovima "Pas pod kožom". Od 1946. je državljanin SAD-a, zatim član mističnog društva Vedasta Society, u kojem je surađivao zajedno s A. Huxleyjem. Prevodio je s francuskog (Baudelaire) i indijske vjerske spise. Značajan je satirik i analizator modernog društva. 

## Djela
- "Spomenik",
- "Portret obitelji",
- "Neoženjen čovjek",
- "Sastanak kraj rijeke",
- "Zbogom Berlinu",
- autobiografije "Lavovi i sjene", "Christopher i njegovi".